# La Vivandière

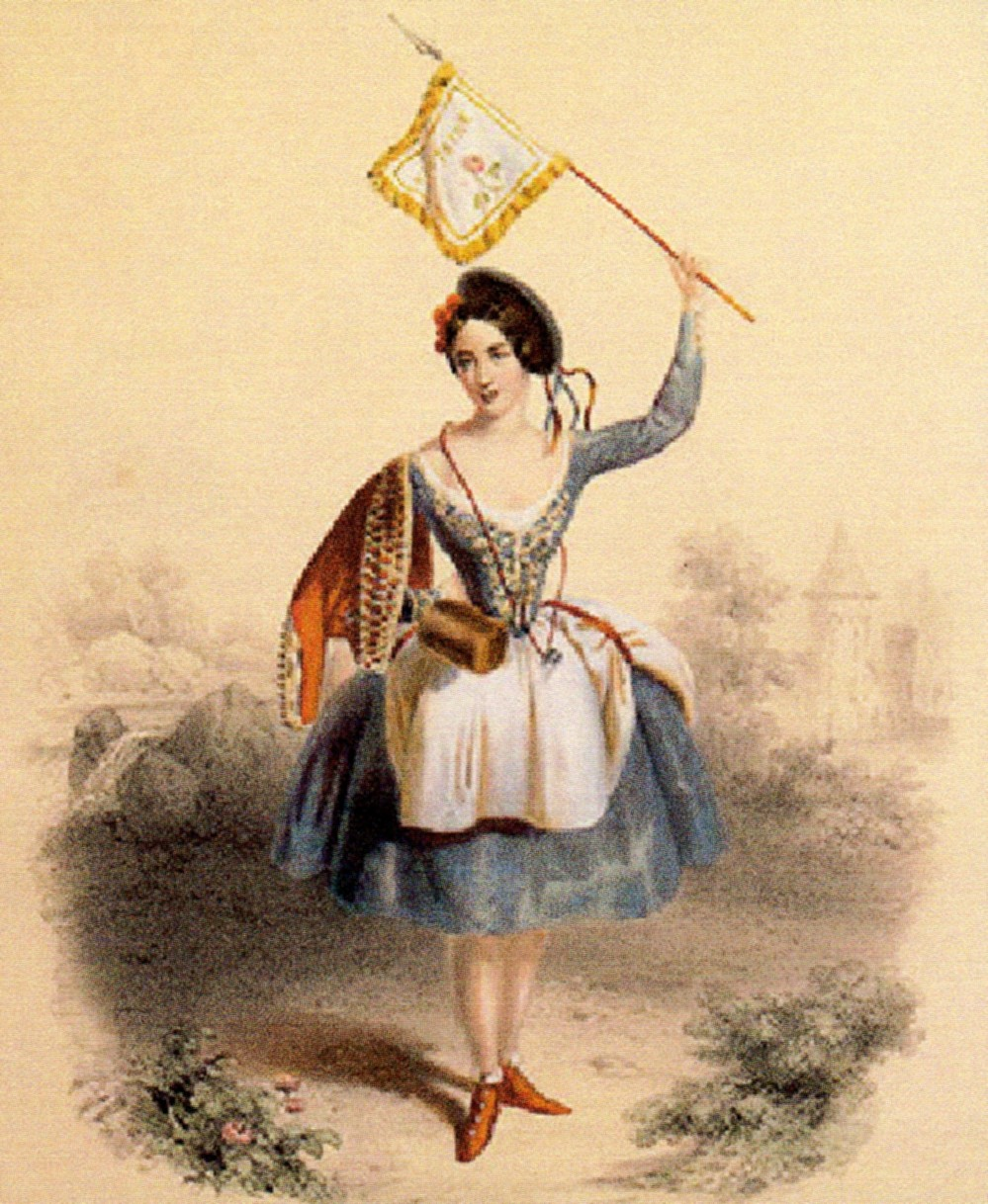
Fanny Cerrito interpretant Kathi, la cantinera (en francès, una vivandière) a l'obra La Vivandière, l'any 1844

La Vivandière (o Markitenka, com és conegut a Rússia) és un ballet en un acte coreografiat per Fanny Cerrito i Arthur Saint-Léon, amb música de Cesare Pugni. Es va presentar per primer cop el 23 de maig de 1844 pel Ballet del Her Majesty's Theatre de Londres, protagonitzat per Fanny Cerrito (com a Kathi, la vivandière) i Arthur Saint-Léon (com a Hans).
A partir de 1855 va ser representat pel Ballet Imperial Rus, protagonitzat per Maria Petipa i sota el títol de Martinenka. Avui encara forma part del seu repertori. El 1975 va ser reconstruït per Ann Hutchinson-Guest.